# Peter Alliss
Peter Alliss (Berlijn, 28 februari 1931 – 5 december 2020) was een Engelse golfer, televisiepresentator en commentator bij de BBC, golfbaanarchitect en schrijver van golfboeken. 
Alliss werd in Berlijn geboren, waar zijn vader Percy Alliss golfprofessional was. Peter en zijn broer Alex kwamen op jonge leeftijd in aanraking met het spel. Op veertienjarige leeftijd hield in die tijd de Engelse leerplicht op. Alliss verliet school en werd in 1947 professional, op zijn zestiende. Hij speelde dat jaar in het Brits Open.

## Professionele golfcarrière
Allis diende bij de RAF, van juni 1949 tot juni 1951 en werd weer assistant-pro bij zijn vader in Ferndown, Dorset. In 1951 speelde hij weer in het Open en in 1953 zat hij voor het eerst in het Ryder Cup team. Gedurende een periode van 27 jaar speelde Alliss toernooien. Vijfmaal won hij het Brits PGA Kampioenschap.
Allis en zijn vader waren het eerste vader/zoon team dat meedeed aan de Ryder Cup. Later speelden Antonio en Ignacio Garrido als vader/zoon team. In 1964 en 1966 won Allis de Vardon Trophy. 

#### Gewonnen
- 1952: PGA Assistants Championship
- 1954: Daks Tournament
- 1956: Spanish Open,
- 1957: British PGA Championship
- 1958: Italiaans Open, Spanish Open, Portuguese Open
- 1961: Brazil Open
- 1962: British PGA Championship
- 1963: Daks Tournament (Tie met Neil Coles)
- 1964: Esso Golden Tournament, Swallow-Penfold Tournament
- 1965: British PGA Championship
- 1966: Martini International (tie met W. Large)
- 1967: Agfa-Gevaert Tournament
- 1969: Piccadilly Medal

#### Teams
- Interland vs Schotland: 1946
- Ryder Cup: 1953, 1957, 1959, 1961, 1963, 1965, 1967, 1969
- World Cup: 1954, 1955, 1957, 1958, 1959, 1961, 1962, 1964, 1966, 1967

#### Baanrecord
Een bijzonder baanrecord was tijdens de 100ste editie van het Brits Open in 1960. Hij scoorde 66. Arnold Palmer, die dat jaar al de Masters en het US Open had gewonnen, deed voor de eerste keer mee en scoorde 67, net als Gary Player, de titelverdediger. 

## Andere bezigheden
Met zijn eerste partner David Thomas ontwierp Allis ongeveer 50 banen. Een daarvan is The Belfry, waar verschillende keren de Ryder Cup is gespeeld. Met zijn tweede partner, Clive Clark, ontwierp hij nog 22 banen.
Alliss gaf samen met Alex Hay op de BBC commentaar bij de uitzendingen van internationale golfwedstrijden en op ABC in de Verenigde Staten.

## Onderscheidingen
- 2002: eredoctoraat van de Bournemouth-universiteit
- 2005: eredoctoraat van de Universiteit van St Andrews

- Gemeinsame Normdatei: 17194870X
- International Standard Name Identifier: 0000 0000 8139 9164
- Library of Congress Control Number: n50021045
- Nationale Bibliotheek van Tsjechië: mzk2006343331
- Nederlandse Thesaurus van Auteursnamen: 069805989
- Istituto Centrale per il Catalogo Unico: CFIV064683
- Système universitaire de documentation: 133241920
- Trove: 1243193
- Virtual International Authority File: 60323040
- WorldCat: E39PBJhRyVCpCq6KyR6jD38jYP